# Onde o Fogo Não Apaga (canção)
Onde o Fogo Não Apaga é uma canção da cantora brasileira Fernanda Brum, com composição de Dimael Kharrara. Foi lançada como single nas plataformas digitais em 12 de janeiro de 2023 e foi o primeiro single da cantora do álbum "Onde o Fogo Não Apaga".

## Desempenho Comercial
‘Onde o Fogo Não Apaga’ é o seu primeiro projeto de 2023 e já está dando o que falar. A música lançada no mês de janeiro está entre as 5 mil mais tocadas do Brasil no chart da plataforma Pró-Música, considerando todos os gêneros.
Em janeiro de 2024 após um ano de lançamento, o single "Onde o Fogo Não Apaga" recebeu a certificação de Disco de Ouro pela Pró-Musica Brasil.
Em setembro do mesmo ano recebeu em sua residência o Disco de Platina da canção "Onde o Fogo Não Apaga" por mais de 27 milhões de streams.

### Certificações
| Ano  | Obra                            | Certificação |
| ---- | ------------------------------- | ------------ |
| 2024 | Onde o Fogo Não Apaga (Ao Vivo) | Ouro         |
| 2024 | Onde o Fogo Não Apaga (Ao Vivo) | Platina      |

### Tabelas semanais
| Tabela musical (2023) | Melhor posição |
| --------------------- | -------------- |
| Super Gospel (Top 20) | 1              |
| Brasil (Apple Music)  | 44             |

## Composição
A canção composta por Dimael Kharrara foi o primeiro single do projeto, no canal do YouTube, Fernanda divulgou um devocional com a passagem de Levítico 6:10-13

“O sacerdote vestirá as suas roupas de linho e os calções de linho por baixo, retirará as cinzas do holocausto que o fogo consumiu no altar e as colocará ao lado do altar. Depois, trocará de roupa e levará as cinzas para fora do acampamento, a um local cerimonialmente puro. O fogo deve ser mantido aceso no altar; não deve ser apagado. Toda manhã, o sacerdote acrescentará lenha, arrumará o holocausto sobre o fogo e queimará sobre ele a gordura das ofertas de comunhão. O fogo deve ser mantido continuamente aceso no altar; não deve ser apagado.”

## Videoclipe
"Onde o Fogo Não Apaga" recebeu um clipe ao vivo no dia 13 de janeiro de 2023, um dia depois do lançamento em áudio, o clipe já conta com 20 milhões visualizações no YouTube.

## Lista de faixas
| Streaming e download digital |                                    |                 |         |  |
| N.º                          | Título                             | Compositor(es)  | Duração |  |
| 1.                           | "Onde o Fogo Não Apaga (Ao Vivo)"  | Dimael Kharrara | 6:56    |  |
| 2.                           | "Onde o Fogo Não Apaga (Playback)" | Dimael Kharrara | 6:57    |  |
| 3.                           | "Onde o Fogo Não Apaga (Deluxe)"   | Dimael Kharrara | 5:31    |  |

## Créditos
- Produção musical e arranjos: Emerson Pinheiro
- Pianos e teclados: Emerson Pinheiro e Rafael Moraes
- Guitarra: Duda Andrade
- Baixo: Dedy Coutinho
- Violão: Luciano Bill
- Bateria: JP

- Vocais: Alice Avlis, Fábio Martin, Luan Moura e Adiel Ferr
- Direção vocal: Dedy Coutinho
- Fonoaudióloga: Tati Barcellos

- Gravado ao vivo no áuditorio da Nova Igreja no Rio de Janeiro, no dia 23 de novembro de 2022
- Mixagem e masterização: Bernardo Fragale
- Produção de vídeo: LordBull Filmes
- Direção de vídeo: Rômulo Menescal e Vinicius Olivo

- Produção geral: Rebeca Kessler
- Fotos: Brunini
- Identidade visual e Artes: Leandro Filho
- Produção e gestão de conteúdo: Lucas Henrique e Kaio Coca
- Produção executiva: Sony Music
- Direção executiva e A&R: Karina Lotfi